# 우와후네촌
우와후네촌(上舟村)은 일본 돗토리현 이와미군에 설치되었던 촌이다. 현재의 돗토리시의 일부에 해당한다.